# Odontologiska Föreningen (Umeå)
Odontologiska Föreningen i Umeå bildades 1956 – formellt som en filial till Odontologiska Föreningen vid Tandläkarhögskolan i Stockholm – sedan de första 20 studenterna antagits till det nyöppnade Tandläkarinstitutet i Umeå. 1959 till kom den Medicinska föreningen, och den 16 april 1959 gjorde de båda föreningarna gemensam sak och bildade det som idag går under namnet Umeå studentkår.
Odontologiska Föreningen är idag en sektion inom MSU, Medicinska Studentkåren vid Umeå universitet och består av tandläkar-, tandtekniker- och tandhygieniststudenter. Odontologiska Föreningen har för närvarande ca 500 medlemmar.
Föreningen har till uppgift att vara en länk mellan studenter och universitet, alstra och vidmakthålla en god kamratanda samt ta tillvara studenternas intressen. Föreningen sköter alltså kontakten mellan studenterna och skolans ledning, ser till att det finns studentrepresentanter i alla beslutande organ och förmedlar studenternas åsikter genom dessa. Odontologiska Föreningen har en styrelse bestående av elva personer som ser till att föreningens verksamhet fungerar. Det är också till dessa som medlemmarna vänder sig när de har problem eller vill ha hjälp med något som rör undervisningen eller det studiesociala.